# Naufrageur

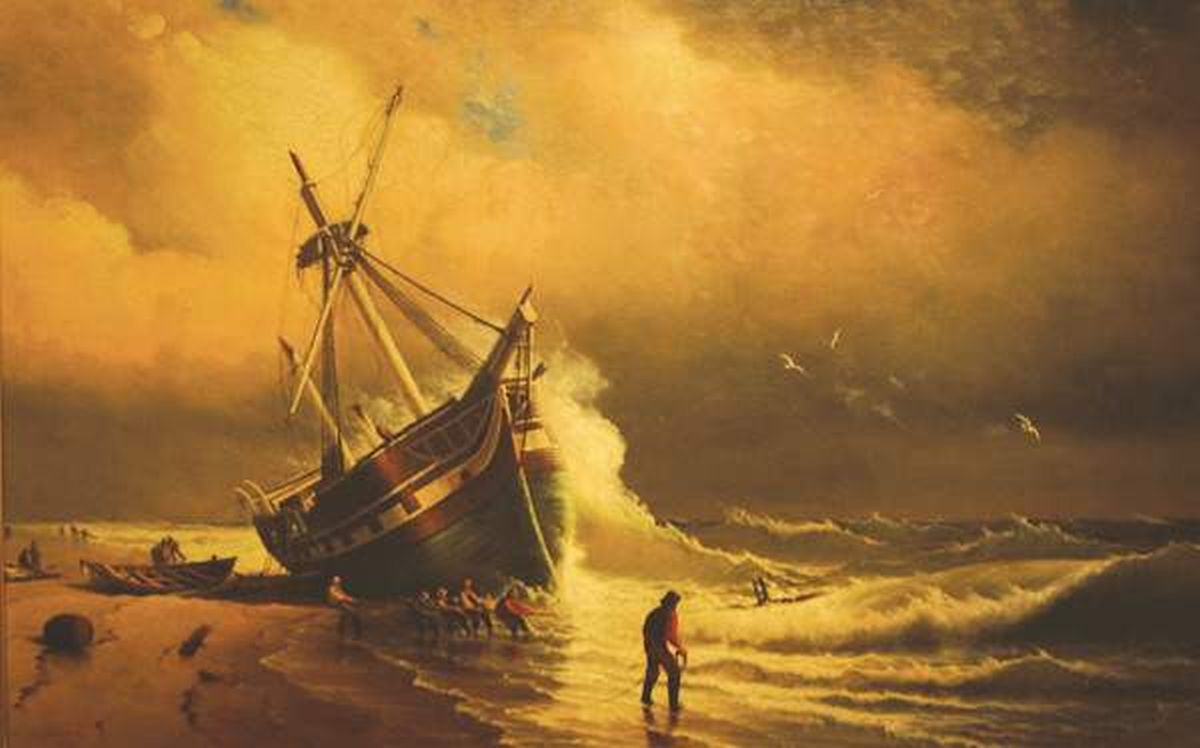

Un naufrageur est celui qui provoque volontairement le naufrage d’un navire, à la différence du pilleur d'épave qui se contente de piller un navire déjà échoué (une épave).
Ce mythe des naufrageurs a très probablement pour origine la transposition de cas réels de nombreux pillages de navires naufragés ou échoués en une légende de naufrages provoqués. Toutefois, aucun document historique n'atteste de ce type de pratiques, et des légendes de cet ordre se retrouvent dans de nombreuses cultures sur différentes façades maritimes.

## Les pillages de navires
Le pillage d'épaves échouées sur la côte est un phénomène extrêmement courant et ancien sur les côtes européennes. La fréquence de ces pillages pousse ainsi Henri II d'Angleterre à intervenir dans la province de Bretagne en 1166 . La Grande ordonnance de la marine de 1681 imposant l'autorité royale sur la mer et l'estran, y fait référence dans le Livre IV, « De la Police des Ports, Côtes et Rivages de la Mer » sous le titre IX « Des naufrages, bris et échouements ».
L'usage du droit de bris était une pratique courante, bien qu'abusive : le pillage des épaves par les populations littorales, qui cherchaient à s'attribuer ce que la mer rejetait sur les côtes et allaient au « bris » notamment lors des tempêtes à l'origine de « fortunes de mer ». Si les terriens portaient généralement secours aux équipages, cela n'était pas le cas lorsque ceux-ci tentaient de protéger leurs marchandises. Ils étaient dans ces cas parfois victimes d'actes de grande violence de la part des habitants pour qu'ils puissent récupérer tout ce qui pouvait leur être utile (bois, alcool, vêtements, richesses venues des Indes…). S'engageait une véritable course de vitesse sur le site du naufrage avant que les représentants de l'autorité n'y parviennent. La fréquence des naufrages, sur des côtes dangereuses et en l'absence de signalisation moderne des dangers représentait ainsi pour des populations très pauvres une occasion inespérée d'améliorer le quotidien ou de se procurer des biens rares.
Colbert, le Secrétaire d'État à la Marine de Louis XIV, crée le corps des garde-côtes à la fin du XVIIe siècle pour enrayer les pillages. Mais ces pratiques ancestrales perdurent dans le dos des gens d'armes jusqu'au milieu du XIXe siècle qui voit le renforcement des moyens de police, de surveillance et de balisage des côtes, et parallèlement, le développement du mythe des naufrageurs.

## Le mythe des naufrageurs
Dans l'imaginaire collectif, le terme de naufrageur désigne principalement certains habitants du littoral qui, autrefois, auraient cherché à tromper les navires suivant le rivage pour les attirer sur des récifs, afin de s’enrichir en s’emparant de leur cargaison. Aucune recherche historique n'atteste de la réalité de telles pratiques, qui relève plus de la légende et du folklore lié au monde maritime, et confondu souvent avec l'usage du droit de bris.
Certaines œuvres littéraires font état de naufrages organisés pour attirer les navires la nuit, de la côte, en faisant un feu, mettant des lanternes aux cornes des bœufs ou éteignant les phares. En réalité, les naufrages sont souvent le fait de la fatigue ou des erreurs de navigation des capitaines. L'historien Paul Cornec affirme « Contrairement au pillage d’épaves, jamais historiens et chercheurs n’ont pu produire le moindre document, ancien ou moderne, pour corroborer ces allégations ». Il ajoute que ce mythe a été propagé par des écrivains comme Dubuisson-Aubenay  dans son Itinéraire de Bretagne daté de 1636, et surtout popularisé par la littérature romantique (notamment Jacques Cambry dans son ouvrage Voyage dans le Finistère) et l'historiographie du XIXe siècle (notamment Jules Michelet dans son Tableau de la France) qui ne font que reprendre les récits fantasmés de voyageurs.
En revanche, cette figure, à l'image des légendes de vaisseaux fantômes, semble se retrouver dans des sociétés très différentes : en Bretagne, au Royaume-Uni, mais aussi en Amérique du Nord, en Afrique ou au Japon…

## Quelques récits à l'origine du mythe
Le 14 juillet 1751, La Dame Regineau, un navire suédois de Wismar de cent tonneaux fit naufrage aux Glénan et son épave dériva jusqu'à Trégunc. Le lieutenant de l'Amirauté René Ranou décrivit ainsi le pillage de l'épave :

« Au long de la côte était une multitude de personnes de différents sexes, hommes, femmes et enfants, au nombre de trois cents personnes, presque toutes ayant des brocs, pots ou autres vases, et plusieurs armés de haches et bâtons, auxquelles nous avons représenté que le port de pareilles armes  ne leur était point permis et annonçait de mauvais desseins sur ce bâtiment. Mais inutilement les avons requis de se retirer, même d'emporter leurs pots et autres vases, et sur ce que nous avons demandé les noms du procureur terrien de la paroisse de Trégunc, des garde-côtes et des officiers, ces gens nous ont répondu qu'ils étaient absents de la paroisse. Et autour de la coque du bâtiment nous avons vu cinq chaloupes qui en retiraient des barriques, lesquelles nous avons fait héler pour se rendre à terre, à quoi elles n'ont porté aucun état et ont mis à la voile faisant route vers les Glénan. »

La tentative de dresser un phare à Penmarc'h, en 1794, a soulevé de vives protestations de la part des riverains qui craignaient de ne plus pouvoir bénéficier de ces tempêtes providentielles. L'ingénieur chargé de cette édification relevait ces résistances dans des correspondances adressées à Paris, notant notamment des prix de repas exorbitants pour les ouvriers et toutes sortes de résistances, et les liait directement à la crainte de la disparition de cette « manne providentielle ». Ces protestations ont eu, à l'époque, raison du projet.

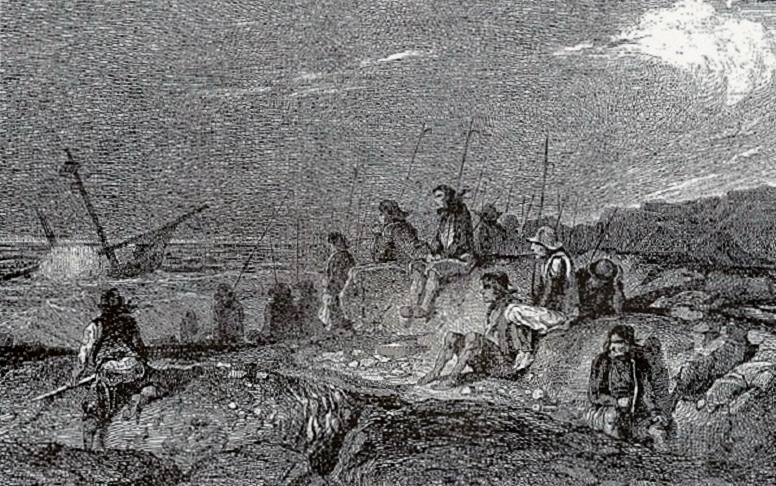
Octave Penguilly L'Haridon : Les Pilleurs de la mer (gravure, 1848)

Jules Michelet a évoqué cette pratique en ces termes, accréditant la légende des Bretons  « naufrageurs », en 1832 :

« La nature est atroce [sur la côte bretonne], l'homme est atroce et ils semblent s'entendre. Dès que la mer leur jette un pauvre vaisseau, ils courent à la côte, hommes, femmes et enfants, ils tombent sur cette curée. N'espérez pas arrêter ces loups ; ils pilleraient tranquillement sous le feu de la gendarmerie. Encore, s'ils attendaient toujours le naufrage, mais on assure qu'ils l'ont souvent préparé. Souvent, dit-on, une vache, promenant à ses cornes un fanal mouvant, a mené les vaisseaux sur les écueils. Dieu sait alors quelles scènes de nuit ! On en a vu qui, pour arracher une bague au doigt d'une femme qui se noyait lui coupaient le doigt avec les dents. L'homme est dur sur cette côte. Fils maudit de la création, vrai Caïn, pourquoi pardonnerait-il à Abel ? La nature ne lui pardonne pas. »

Guy de Maupassant a renchéri, en 1883, faisant allusion à la réputation de naufrageurs que possédaient les Bigoudens, à l'instar des habitants du Pays pagan :

« La plage de Penmarch fait peur. C'est bien ici que les naufrageurs devaient attirer les vaisseaux perdus, en attachant aux cornes d'une vache, dont la patte était entravée pour qu'elle boitât, la lanterne trompeuse qui simulait un autre navire. »

Nous voyons bien, dans ces deux citations, qu'il s'agit là plus de légendes rapportées et de témoignages de l'imaginaire collectif que d'éléments factuels s'appuyant sur des vérités historiques sourcées ou identifiées clairement par des témoignages fiables.
Ce mythe des naufrageurs est aussi évoqué dans la gwerz Penmarc'h qui évoque le naufrage d'un navire dont l'équipage aurait été abusé par un feu allumé au sommet d'une église. La gwerz dit (en langue bretonne) : « Malloz a raon da Penmarkis, Goulou en noz en ho ilis » ( « Malédiction aux gens de Penmarc'h, Qui ont des feux la nuit dans leurs églises »).
L'écrivain maritime et folkloriste Jean Merrien rapporte dans son Légendaire de la mer une prière en breton, originaire de l'île de Sein  qui contient la phrase suivante " Ô seigneur, apportez à mon île un naufrage", et évoque des témoignages de religieux et d'officiers royaux sur l'allumage de feux ou sur des iliens qui font "danser l'âne" les jours de tempête sur cette île très déshéritée.

## Dans la culture populaire
- Le roman de Jules Verne Le Phare du Bout du monde (adapté au cinéma en 1971) raconte l'aventure d'un gardien de phare (joué dans le film par Kirk Douglas) dernier survivant d'une attaque de pirates. Ceux-ci font main basse sur un phare pour faire échouer les navires sur une zone isolée du Cap Horn.
- Le roman de Daphne du Maurier L'Auberge de la Jamaïque adapté de multiples fois au cinéma et à la télévision (notamment par Hitchcock) tourne autour d'une sinistre bande de naufrageurs basés en Cornouailles anglaise qui n'hésitent pas à commettre des meurtres pour cacher leur activité.
- Le livre et la série télévisée adaptée de l'ouvrage Dolmen, saga de l'été 2005 de TF1, noue son intrigue autour de la légende des naufrageurs, reproduite par certains personnages de la série un soir de tempête.
- Dans les années 1990, un brasseur artisanal de l'île d'Oléron a capitalisé sur ces légendes en commercialisant une « bière des naufrageurs » dont l'étiquette représente un brick au milieu d'une tempête  et, sur une falaise, un âne avec au cou une lanterne rouge[10].